# Gapyeong
Gapyeong (în coreeană 가평군) este oraș provinciei Gyeonggi-do, Coreei de Sud.